# فيزا فيريكو
فيزا فيريكو (بالفنلندية: Vesa Vierikko)‏ هو ممثل فنلندي، ولد في 24 مايو 1956 في فنلندا.

## وصلات خارجية
- فيزا فيريكو على موقع IMDb (الإنجليزية)
- فيزا فيريكو على موقع قاعدة بيانات الأفلام العربية
- فيزا فيريكو على موقع ألو سيني (الفرنسية)
- فيزا فيريكو على موقع ميوزك برينز (الإنجليزية)
- فيزا فيريكو على موقع أول موفي (الإنجليزية)
- فيزا فيريكو على موقع قاعدة بيانات الأفلام السويدية (السويدية)
- فيزا فيريكو على موقع قاعدة بيانات الفيلم (الإنجليزية)
- فيزا فيريكو على موقع كينوبويسك (الروسية)